# LG 옵티머스 Q2
LG 옵티머스 Q2(LG Optimus Q2)는 LG전자가 2011년 9월 24일에 출시한 스마트폰이다. 전작 옵티머스 Q와는 달리 구글 플레이에서 내려받을 수 있는 앱들을 최대한 제거하고 출시하였으며 NVIDIA의 AP25 1.2 GHz CPU를 장착하였으며, QWERTY 자판을 탑재하였다. 옵티머스 Q2는 안드로이드 애플리케이션뿐만 아니라 OZ 애플리케이션, LG 애플리케이션 등을 다운로드할 수 있다. 전작 싸이언 옵티머스 Q가 있다.

## 제품의 결함
옵티머스 Q2 소프트웨어 자체 결함으로 한차례의 자발적 리콜이 있었으며 소프트웨어 업그레이드로 끝났다. 28000번대 이후 제품은 정상적인 제품이므로 안심해도 된다. 그러나 초기불량을 제외하고도 상당히 많은 결함이 산재되어있다. 쿼티자판과 LCD부분 사이에 공간이 남아 유격이 생기고 순정 이어폰을 제외한 다른 이어폰을 사용할 경우 화이트노이즈가 발생한다. 결정적으로 3G망을 잡지 못하는 버그가 존재하여 3G통신 불가능뿐 아니라 3G재탐색을 위해 기기가 자동으로 돌아가므로 배터리 소모가 상당하다.
현재 아이스크림 버전으로 업데이트 이후 3G망을 못잡는(일명 3G 가출) 현상은 현격히 줄어들었다. 그러나 간혹 3G 표시만 떠 있을뿐, 실제로는 망을 잡지 못하는 현상이 매우 적게나마 여전히 발생하기는 한다.

## 업그레이드 논란
위와 같이 3G망을 잡지 못하는 문제로 인해 기존의 126펌웨어를 개선한 128펌웨어를 내놓았으나 별효과가 없고 LG전자는 이 문제의 해결을 이후 ICS(아이스크림 샌드위치) 업그레이드를 통해 해결해 주겠다고 언급한다. 하지만 현재 2012년 3분기 예정이었던 ICS 업그레이드가 2013년에서야 되었다. 그 이전에 한차례 유출 펌웨어인 131펌웨어가 나왔고 마침내 2013년 1월 18일 금요일 오후 4시 50분경 정식 아이스크림 샌드위치 펌웨어인 137 펌웨어가 출시되었다.
UI개선과 여러 최적화가 진행되었다.

## 운영체제 업그레이드

### 안드로이드 4.0.4아이스크림 샌드위치 업그레이드
LG전자는 2013년 1월 18일 공식적으로 아이스크림 샌드위치 업그레이드를 진행하였다. 펌웨어 버전은 137펌웨어이다. 옵티머스UI 3.0으로 업데이트되었으며, 퀵메모가 추가 탑재되었으나 타 기기의 주력 기능인 Q보이스, Q슬라이드 등은 추가되지 않았다. 옵티머스 Q2의 쿼티키보드를 사용하여 앱을 실행할 수 있는 "빠른 실행" 기능이 제거되었다.

## LG전자 최초의 진저브레드 OS 탑재
옵티머스 Q2의 운영 체제는 안드로이드 2.3 진저브레드으로 출시되어 LG전자 최초의 진저브레드 OS 탑재 스마트폰 및 LG전자 스마트폰이 변하고 있음을 증명하였다. 하지만 전작 옵티머스Q는 진저브레드 OS 업그레이드 대상 기종에서 빠져 옵티머스Q 사용자에게 높은 원성을 샀다.

## 커스텀 커널 및 펌웨어 개발
네이버 카페 안드로이더스를 주축으로 개발이 되었다. 하지만 광고와 관리의 부재로 따른 불편함으로 옵티머스 Q2만을 전문적으로 다루는 카페 Q2포럼으로 대체로 이동되었다.
아이스크림샌드위치 첫 정식 펌웨어가 나온지 겨우 2시간도 되지 않아 부트로더 크랙, 루팅에 성공한 유저가 나왔다.
유명하지 않은 마이너 폰이지만 커스텀 커널 개발이 이루어진다. 진저브레드용으로는 오류를 잡는 것을 주 목표로 만들어진 커널과 오버클럭 커널이 존재한다.
유저 "백원만"이 옵티머스 2X와 Optimus X(옵티머스 EX 일본판)의 커널 소스를 사용하여 유출된 ICS 펌웨어인 131펌웨어의 커스텀 커널을 만들었다.
현재 정식 펌웨어는 오픈 소스가 공개되어 크게 3가지의 커널이 존재하고 있다.
유저 "백원만"이 성능을 중심으로 만들거나 새로운 기능을 중심하여 릴리즈 하는 커널과 유저 "Icaros"이 배터리와 편리성을 중심하여 릴리즈 하는 커널과 유저 "Escape Miner"이 반시위적 뜻을 중심하여 릴리즈 하는 커널이 존재 한다.
커스텀 리커버리로는 ClockWorkMod Recovery v6.0.2.7까지 포팅이 되어있다.
커스텀 롬으로는 CyanogenMod 7.2.0 (비공식)과 이 롬 기반의 커스텀 롬 Lewa OS가 있다.
그리고 2013년 6월 쯔음 유저 "Icaros"이가 옵티머스 EX의 커스텀 롬을 옵티머스Q2 용으로 CyanogenMod 10.0 (비공식)과 함께 여러 커스텀롬등이 등장하였다.
현재 나와있는 커스텀 JB 롬들은 Provision, CynogenMod, MIUI, PAC-MAN, AOKP가 있다.
LG 137펌웨어 (2013년 8월 18일 기준 최신 펌웨어)를 기반으로 제작된 최적화를 중심하여 만들어진 기반롬도 존재한다.

## 미디어 지원
영상 코덱
- mpeg4
- H.264
- H.263
- DivX HD/ XviD

영상 포맷
- MPEG-4
- WMV (ASF)
- AVI (divx)
- MKV
- FLV
- Xvid

오디오
- WAV
- Vorbis
- MP3
- AAC
- AAC+
- eAAC+
- AAC-LC
- WMA
- WMA9
- SBC
- AC3